# モナーク工業
モナーク工業（モナークこうぎょう）は、かつて日本に存在していた2輪車メーカーである。なお、かつてスウェーデンに存在した2輪車メーカーのモナークとは無関係である。

## 概要
1950年、メグロに勤務していた村田不二夫によってモナークモーターとして創業。村田不二夫はハンサムな容姿で「メグロ号」の広告モデルとなったり、2輪車雑誌の表紙も飾ったりした。やがて不二夫も延治のようにオートレースへの興味がわくようになり独立して自身でレーサーマシンを開発しレースに出場したいと思うようになった。
そこで不二夫は延治にこのことを申し出た。最初、自身もレースへの興味からか2輪車メーカーとしての再興途上にあったことから強く反対することもできずに、桑原茂道の事故の教訓によりオートレースには今後自身が参加しないことを条件として、目黒製作所の下でオートバイを販売することとなり、旧大森工場跡を借り受けて製造を始めた。早速、新規に開発した車体に、メグロの4ストローク・OHV・149ccの「BHK」エンジンを搭載したポニーモナーク号の製造販売が開始された。
やがてスポーツ仕様の2輪車開発のため、親交の深かった野村房夫を共同経営者として招き入れ、モナーク・インターナショナルを開発した。モナーク・インターナショナルのエンジンは野村房男が設計し、野村の会社である野村工業が製造。ベロセットMシリーズのハイカムシャフトOHV単気筒エンジンの縮小コピーに近い。インターナショナルとはエンジン製造を担当した野村工業のブランドだったという。
ポニー・モナークは1953年の第1回富士登山レースで2位を獲得。
インターナショナル・モナークは1954年の第2回富士登山レース・ライトウェイトクラス（250cc）で1位、3位、4位、7位。1955年の第1回浅間火山レースでは特別に製作したワークスマシンがライトウェイトクラス（250cc）で4位と7位になり、ホンダなどを抑えてチーム優勝を獲得している。
1954年、モナークモーターの経営は悪化し消滅。
1955年にモナーク工業として再起し、新型車のモナークSPを発売するも、1962年に倒産した。
村田不二夫はその後に栃木県に移り、時計の部品などの製造を行っていたが、2004年に死去。モナーク・インターナショナルのエンジンを設計製造した野村房男は1988年に死去。

## シリーズ車種
- ポニーモナーク（モナークモーター）
- モナーク・インターナショナル（モナークモーター）
- モナークM3（モナークモーター）
- モナークF1（モナークモーター）
- モナークSP（モナーク工業）